# Baby Looney Tunes - Una straordinaria avventura
Baby Looney Tunes - Una straordinaria avventura (Baby Looney Tunes' Eggs-traordinary Adventure) è un mediometraggio d'animazione direct-to-video del 2003 co-prodotto e diretto da Gloria Jenkins. Tratto dalla serie televisiva Baby Looney Tunes, il film segue i protagonisti della serie alla ricerca del vero significato della Pasqua. Il film fu prodotto dalla Warner Bros. Television Animation, con l'animazione realizzata dallo studio sudcoreano Dong Woo Animation, e fu distribuito negli Stati Uniti in VHS e DVD-Video l'11 febbraio 2003; sebbene il film sia stato prodotto in 16:9, fu pubblicato in home video in 4:3 pan and scan.

## Trama
La Nonna legge ai bambini una storia sulla Pasqua e il coniglietto pasquale. Taz ne è entusiasta, ma la Nonna gli dice che manca ancora un giorno alla Pasqua. Daffy non crede alla storia e cerca di convincere tutti che il coniglietto pasquale non esiste. Più tardi Lola e Titti organizzano una festa di Pasqua per Taz e invitano Bugs. Tuttavia, Daffy cerca ancora di convincere Bugs che non esiste il coniglietto pasquale; Bugs, per calmarlo, gli dà ragione tirando giù per sbaglio varie decorazioni. Lola e Titti assistono alla scena e ne rimangono sconvolti.
Dopo il pisolino, Titti e Lola vanno nella foresta con Taz alla ricerca di uova di Pasqua. Quando Bugs e Daffy lo scoprono, decidono di far felice Taz: Bugs si traveste da coniglietto pasquale mentre Daffy, coperto di vernice gialla e con un nido intorno al corpo, dipinge le rocce per farle sembrare uova di Pasqua. Taz però cade nel fiume e viene salvato da Bugs e Daffy; l'acqua lava la vernice e tutti si rendono tristemente conto che non esiste il coniglietto pasquale. Addormentatisi nella foresta, la mattina dopo i bambini si svegliano trovando delle vere uova di Pasqua nei loro cesti, per la felicità di Taz. Silvestro si ritrova invece una gallina di cioccolato, il che significa che è passato il coniglietto pasquale. La Nonna riesce infine a ritrovare i bambini e li riconduce a casa.

## Personaggi e doppiatori
| Personaggio    | Doppiatore originale | Doppiatore italiano |
| -------------- | -------------------- | ------------------- |
| Nonna          | June Foray           | Monica Bertolotti   |
| Baby Taz       | Ian James Corlett    | Luigi Ferraro       |
| Baby Silvestro | Terry Klassen        | Fabrizio Vidale     |
| Baby Lola      | Britt McKillip       | Monica Ward         |
| Baby Bugs      | Sam Vincent          | Corrado Conforti    |
| Baby Daffy     | Sam Vincent          | Francesco Pezzulli  |
| Baby Titti     | Sam Vincent          | Ilaria Latini       |

## Edizione italiana
Il doppiaggio italiano del film fu eseguito dalla Studio Emme prima di quello della serie televisiva (la cui edizione italiana iniziò ad andare in onda solo due mesi dopo) e presenta alcune differenze nel cast rispetto a quello della serie, in particolare per i personaggi di Taz, Silvestro, Bugs e Daffy che nella serie sono doppiati rispettivamente da Leonardo Graziano, Davide Perino, Sergio Luzi e Alessio De Filippis.
Le versioni italiane delle canzoni sono prodotte da Aidan Zammit, con gli adattamenti dello stesso, e cantate da Zammit e Monica Ward.